# Тарата (провинция)
Тарата (исп. Provincia de Tarata) — одна из 4 провинций перуанского региона Такна. Находится в южной части страны. Граничит с провинциями Такна (на юге), Кандараве (на северо-западе), регионом Пуно (на северо-востоке) и Боливией (на востоке). Столица — одноимённый город. Площадь составляет 2819,96 км². Население — 7461 человек; средняя плотность — 2,65 чел/км².

## Административное деление
В административном отношении провинция делится на 8 районов:
- Тарата
- Чукатамани
- Эстик
- Эстик-Пампа
- Ситахара
- Сусапайя
- Тарукачи
- Тикако